# Гік Євгеній Якович
Євгеній Якович Гік (10 травня 1943, Баку — 24 жовтня 2016, Москва) — радянський і російський шахіст і шаховий літератор, майстер спорту СРСР (1968). Математик; кандидат технічних наук. Учасник чемпіонату СРСР (1967). Володар кубка Москви (1971). Автор низки популярних книг про шахи, як-от «Шаховий калейдоскоп», та інші настільні ігри, а також про пов'язані з ними математичні проблеми.
Випускник механіко-математичного факультету МДУ, неодноразовий чемпіон МДУ з шахів. На 5 курсі програв у вирішальній партії першокурснику Анатолію Карпову, з яким відтак написав декілька книг для широкого кола поціновувачів шахів. Постійно друкується в «Московському комсомольці» і журналах «Наука і життя» та «Інтелектуальні ігри».

## Книги
- Математика на шахматной доске. — М., 1976.
- Шахматные досуги. — М., 1979.
- Занимательные математические игры. — М., 1982.
- Шахматные квартеты. — К., 1983 (співавтор).
- Неисчерпаемые шахматы. — М., 1983 (співавтор).
- Карпов А. Е., Гик Е. Я. Шахматный калейдоскоп. — М.: Наука, 1981. — 208 с. — (Библиотечка «Квант»). — 300 000 экз.
- Гик Е. Я. Шахматы и математика. — М.: Наука, 1983. — 176 с. — (Библиотечка «Квант»). — 300 000 экз.
- Беседы о шахматах. — М., 1985.
- Mosaico ajedrecistico. — Moscu, 1984 (співавтор).
- Гик Е. Я., Носовский А. М., Попов А. П. Го. Рэндзю. — М.: Советский спорт, 1991.
- Компьютерные шахматы. — М., 1997.
- Карпов А., Гик Е. О, шахматы! — М., 1997.
- Гик Е. Я. Необычные шахматы. — М.: Астрель, 2002.
- Гик Е. Я. Шахматы. 1000 весёлых историй. — М.: Астрель, 2004.
- Интеллектуальные игры. — М., 2005.